# Цутому Ямагучи
Цутому Ямагучи (на японски: 山口 彊) (р. 16 март 1916 г. – 4 януари 2010 г. ) е японски инженер, свидетел и единствена официално призната жертва, оцеляла при експлозията и на двете ядрени бомби, хвърлени от Съединените щати върху градовете Хирошима и Нагасаки на 6 и 9 август 1945 година.

## История
Ямагучи, инженер по професия, е бил в Хирошима в командировка на 6 август 1945 г. Въпреки че експлозията на ядрената бомба е станала на три километра от мястото, където е бил, той е сериозно ранен с изгаряния по цялото тяло. Три дни по-късно, когато се завръща в Нагасаки, родния си град, той отново преминава през преживяването на ядрена детонация, наричана в Япония „пикадон“ поради специфичния тътен по време на експлозията. Ямагучи отново е на около три километра от центъра на експлозията, спасявайки живота си.
Въпреки че е включен в списъка на хибакуша от Нагасаки, едва през 2009 г. японското правителство признава Ямагучи за оцелял от бомбардировката в Хирошима, което го прави единственият човек, официално признат от правителството, оцелял и в двете събития през последните години на Втората световна война, въпреки че има и други такива случаи, които не са признати от правителството. 
В последните си години Ямагучи решава да разкаже своята история и става активист срещу създаването на ядрени оръжия. Както съобщава вестник The Independent, той гледа на изпитанието си като на съдба и на „посочен от Бога път“, за да предаде случилото се. 
Въпреки че Цутому Ямагучи е единственият човек, който е официално признат за оцелял от двете ядрени атаки, Музеят на мира в Хирошима изчислява, че е можело да има 165 души със същите обстоятелства.
През 2006 г. Цутомо Ямагучи в Ню Йорк пред делегация на ООН изнася доклад „За необходимостта от тотално ядрено разоръжаване“. „Аз преминах през две атомни бомбардировки и оживях. Мой дълг е да разкажа това на целия свят“.

## В документалното кино
- Twice bombed, twice survived в IMDb – Два пъти бомбардиран, два пъти оцелял. 2011, Оригинално заглавие: Nijû hibaku ~ Kataribe Yamaguchi Tsumotu no yuigon